# Buhta Vechernjaja
Die Buhta Vechernjaja (englische Transkription von russisch Бухта Вечерняя Buchta Wetschernjaja, deutsch ‚Abendbucht‘) ist eine  Nebenbucht der Alaschejewbucht an der Küste des ostantarktischen Enderbylands. Sie liegt westlich des Vechernyy Hill am östlichen Ende der Thala Hills.
Russische Wissenschaftler benannten sie. Der weitere Benennungshintergrund ist nicht überliefert.